# Jay Allen
Jay Allen (nascut a Seattle, EUA, el 7 de juliol de 1900 i mort el 24 de desembre de 1972) va ser un periodista estatunidenc. Com a corresponsal de diversos mitjans nord-americans, es va especialitzar com a periodista de guerra a Europa i va informar de diversos conflictes, com la Guerra Civil Espanyola i la Segona Guerra Mundial.

## Corresponsal a Europa
Fill d'un advocat de Portland, Allen es va graduar com a periodista a la Universitat Harvard. El 1924 va substituir Ernest Hemingway -a qui li unia una gran amistat- com a corresponsal a París de Chicago Tribune, i des d'on va informar, fins al 1934, sobre els esdeveniments a França, Bèlgica, Espanya, Itàlia, Àustria, Alemanya, Polònia i els Balcans.

## Trasllat a Espanya
El 1934 es va traslladar a Espanya, amb la intenció de dur a terme un estudi sobre la  Reforma Agrària al sud del país i Extremadura (on va passar diversos mesos) i informar sobre els esdeveniments que s'estaven produint, com ara la Revolució d'Astúries de 1934. Precisament va ser detingut per un article per al Chicago Daily News (des d'on també informava el seu col·lega i amic John T. Whitaker) narrant la repressió que es va produir després dels successos d'Astúries.

### Guerra civil
Allen es trobava a Torremolinos quan es va produir la sublevació militar del 18 de juliol conta la II República espanyola. Durant el conflicte, va aconseguir entrevistar Franco a Tetuan, el 27 de juliol d'aquell any. Arran de l'entrevista, Allen va publicar un article amb la següent conversa: 
| « | Allen: "Durant quant temps es perllongarà la situació, ara que el cop ha fracassat?" Franco: "No hi pot haver cap acord, cap treva. Salvaré Espanya del marxisme a qualsevol preu" Allen: "Significa això que haurà d'afusellar mitja Espanya?" Franco: "He dit a qualsevol preu" | » |

També va aconseguir l'última entrevista que se li va realitzar a José Antonio Primo de Rivera, el 3 d'octubre de 1936, a la presó d'Alacant, on va ser afusellat.
Però l'article de major impacte signat per Allen el va enviar des d'Elvas (Portugal), on es va allotjar després de ser testimoni de la massacre de Badajoz, la brutal repressió perpetrada pels nacionals sobre la població de Badajoz després de l'ocupació de la ciutat. El Chicago Tribune va publicar aquest article, titulat "Slaughter of 4000 at Badajoz, City of Horrors"("Matança de 4.000 persones a Badajoz, la ciutat dels horrors") el 30 d'agost del 1936, crònica considerada una de les més importants de la història del periodisme de guerra.
Després d'alguns treballs per al New York Times, Jay Allen va tornar als Estats Units, on, influenciat pels successos dels que havia estat testimoni, es va dedicar a buscar ajuda per a la República, arribant a entrevistar-se amb el Secretari d'Estat Cordell Hull i el Secretari d'Interior Harold L. Ickes.

## Segona Guerra Mundial
El 1940 tornà a Europa, concretament a la França ocupada pels nazis com a corresponsal de l'Agència NANA (National American News Agency), on també es va dedicar a coordinar un comitè que ajudava els intel·lectuals i artistes francesos a escapar del país. A causa d'aquestes activitats, i de la seva acusació com a agent britànic, va ser detingut per la Gestapo el 1941, i empresonat a Chalon-sur-Saône i després a Dijon, encara que va ser alliberat aquell mateix any en un intercanvi de presoners. El 8 de novembre del 1942 va acompanyar, integrant el Departament de Guerra Psicològica de l'Exèrcit dels Estats Units, el desembarcament aliat al nord d'Àfrica.

## Retorn als Estats Units i mort
Després de les seves experiències a Europa, Allen va entrar en una profunda depressió, alimentada per l'ambient d'anti-comunisme que imperava als Estats Units durant la Guerra Freda. Finalment, va acabar obligat a abandonar la vida pública, patint a més, diversos vessaments cerebrals. Víctima d'un d'ells va morir, el desembre del 1972.
El treball periodístic de Jay Allen és tot un referent i, juntament amb altres corresponsals a la Guerra Civil Espanyola, va ser un pioner del periodisme de guerra.